# Liste de ponts de Croatie
Cet article a pour objet de présenter une liste de ponts remarquables de Croatie, tant par leurs caractéristiques dimensionnelles, que par leur intérêt architectural ou historique.

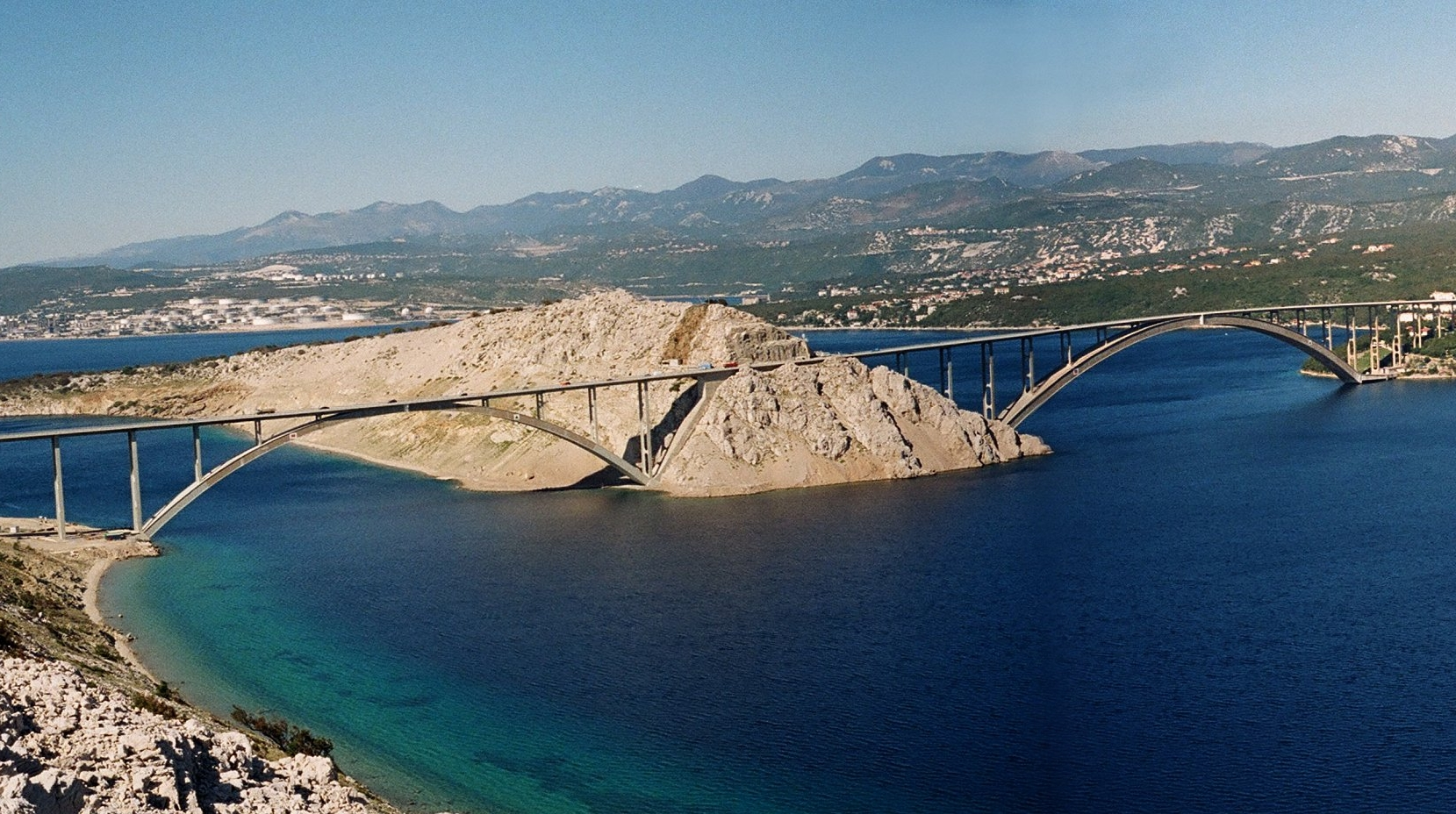
Les ponts de Krk

La catégorie lien donne la classification de l'ouvrage parmi ceux présentés et propose un lien vers la fiche technique du pont sur le site Structurae, base de données et galerie internationale d'ouvrages d'art. La liste peut être triée selon les différentes entrées du tableau pour voir ainsi les ponts en arc ou les ouvrages les plus récents par exemple.
Les colonnes portée et longueur, exprimées en mètres indiquent respectivement la distance entre les pylônes de la travée principale et la longueur totale de l'ouvrage, viaducs d'accès compris.

## Ponts présentant un intérêt historique
|  |   | Nom                             | Croate                         | Distinction                  | Long. | Type                                                             | Voie portée Voie franchie                     | Date        | Localisation                                  | Comitat         | Ref.       |
|  | - | ------------------------------- | ------------------------------ | ---------------------------- | ----- | ---------------------------------------------------------------- | --------------------------------------------- | ----------- | --------------------------------------------- | --------------- | ---------- |
|  | 1 | Aqueduc de Dioclétien           | Dioklecijanov akvadukt         |                              | 234   | Maçonnerie Arches plein cintre                                   | Aqueduc                                       | 305         | Split 43° 31′ 27,1″ N, 16° 29′ 22,5″ E        | Split-Dalmatie  |            |
|  | 2 | Pont de Soliman détruit en 1686 | Most Sulejmana I.              | Conçu par l'architecte Sinan |       | Pont à tréteaux Bois                                             | Drave                                         | XVIe siècle | Osijek                                        | Osijek-Baranja  |            |
|  | 3 | Pont Tounjčica                  | Most Tounjčica                 |                              |       | Maçonnerie 2 niveaux (2x3 arches) 3x5.6                          | Državna cesta D23 Tounjčica                   | 1775        | Tounj 45° 14′ 56,4″ N, 15° 20′ 04,2″ E        | Karlovac        | [ Note 1 ] |
|  | 4 | Vieux pont de Sisak             | Sisački Stari most             | Portée : 41,8 mètres         | 204   | Maçonnerie 7 arches (4 principales), briques 38.2+40.2+41.8+36.7 | Žitna ulica 2 Trg bana Josipa Jelačića 9 Kupa | 1934        | Sisak 45° 28′ 57,9″ N, 16° 22′ 12″ E          | Sisak-Moslavina |            |
|  | 5 | Pont de Kosinj                  | Kosinjski most                 |                              |       | Maçonnerie 3 arches 3x18                                         | Lika                                          | 1936        | Lipovo Polje 44° 44′ 06,3″ N, 15° 16′ 26,3″ E | Lika-Senj       |            |
|  | 6 | Passerelle d'Osijek             | Viseći pješački most u Osijeku | Portée : 210 mètres          | 210   | Suspendu Acier                                                   | Passerelle Drave                              | 1980        | Osijek 45° 33′ 48,5″ N, 18° 41′ 07,5″ E       | Osijek-Baranja  |            |

## Les grands ponts
Ce tableau présente les ouvrages ayant des portées supérieures à 100 mètres ou une longueur totale de plus de 1 000 mètres (liste non exhaustive).
|  |    | Nom                         | Croate                              | Portée | Long. | Type                                                                                              | Voie portée Voie franchie                                           | Date                  | Localisation                                          | Comitat               | Ref.   |
|  | -- | --------------------------- | ----------------------------------- | ------ | ----- | ------------------------------------------------------------------------------------------------- | ------------------------------------------------------------------- | --------------------- | ----------------------------------------------------- | --------------------- | ------ |
|  | 1  | Pont de Pelješac            | Pelješki most                       | 568    | 2374  | Haubané Tablier caisson acier, pylônes béton 5x120+150+568+150+5x120                              | Autocesta A6 Mer Adriatique                                         | 2015 (ouverture 2022) | Pelješac - Komarna 42° 55′ 59″ N, 17° 31′ 57″ E       | Dubrovnik-Neretva     |        |
|  | 2  | Pont de Krk                 | Krčki most                          | 390    | 1430  | Arc Béton, tablier porté                                                                          | Državna cesta D102 Mer Adriatique                                   | 1980                  | Krk (île) 45° 14′ 50,5″ N, 14° 34′ 14,5″ E            | Primorje-Gorski Kotar | ,      |
|  | 3  | Pont Franjo-Tudjman         | Most dr. Franja Tuđmana             | 304    | 481   | Haubané Monopylône, tablier mixte acier/béton, pylône béton                                       | Državna cesta D8 Ombla                                              | 2001                  | Dubrovnik 42° 40′ 05,6″ N, 18° 04′ 46,7″ E            | Dubrovnik-Neretva     |        |
|  | 4  | Pont de Šibenik             | Šibenski most                       | 246    | 390   | Arc Béton, tablier porté                                                                          | Državna cesta D8 Krka                                               | 1966                  | Šibenik 43° 45′ 45,5″ N, 15° 50′ 56,5″ E              | Šibenik-Knin          |        |
|  | 5  | Second pont de Krk          | Krčki most                          | 244    | 1430  | Arc Béton, tablier porté                                                                          | Državna cesta D102 Mer Adriatique                                   | 1980                  | Krk (île) 45° 14′ 38″ N, 14° 33′ 55,1″ E              | Primorje-Gorski Kotar | ,      |
|  | 6  | Pont sur la Krka            | Most Krka                           | 204    | 391   | Arc Béton, tablier porté                                                                          | Autocesta A1 Route européenne 65 Route européenne 71 Krka           | 2004                  | Skradin 43° 48′ 31,1″ N, 15° 54′ 56,3″ E              | Šibenik-Knin          |        |
|  | 7  | Nouveau pont de Maslenica   | Maslenički most (autocesta A1)      | 200    | 378   | Arc Béton, tablier porté                                                                          | Autocesta A1 Route européenne 65 Route européenne 71 Mer Adriatique | 1997                  | Maslenica 44° 14′ 12″ N, 15° 31′ 21″ E                | Zadar                 |        |
|  | 8  | Pont de Pag                 | Paški most                          | 193    | 280   | Arc Béton, tablier porté                                                                          | Državna cesta D106 Mer Adriatique - mer Méditerranée                | 1968                  | Île de Pag - Ražanac 49° 19′ 29,1″ N, 15° 15′ 30,4″ E | Lika-Senj Zadar       | [ 2 ]  |
|  | 9  | Viaduc de Limska Draga      | Viadukt Limska Draga                | 160    | 552   | Poutre-caisson Acier 80+100+160+100+80                                                            | Autocesta A9 Route européenne 751                                   | 1991                  | Kanfanar 45° 07′ 17″ N, 13° 48′ 02,6″ E               | Istrie                |        |
|  | 10 | Pont de Maslenica           | Maslenički most                     | 155    | 315   | Arc Acier, tablier porté                                                                          | Državna cesta D8 Mer Adriatique                                     | 1961                  | Maslenica 44° 13′ 29,4″ N, 15° 31′ 52,5″ E            | Zadar                 | [ 3 ]  |
|  | 11 | Pont de Rječina             | Most Rječina                        | 146    | 208   | Pont à béquilles Tablier caisson béton précontraint, béquilles béton 2 ouvrages jumelés 31+146+31 | Autocesta A7 Route européenne 61 Rječina                            | 1984 2009             | Rijeka 45° 20′ 05,3″ N, 14° 27′ 26,4″ E               | Primorje-Gorski Kotar | ,      |
|  | 12 | Pont de Cetina              | Most Cetina                         | 140    | 210   | Arc Béton, tablier porté                                                                          | Cetina                                                              | 2007                  | Trilj 43° 35′ 08,7″ N, 16° 43′ 11,1″ E                | Split-Dalmatie        | [ 6 ]  |
|  | 13 | Pont de Željeznički         | Željeznički most                    | 135    | 308   | Arc Acier, tablier suspendu Pont bow-string 57+135+58+55                                          | Voie ferrée Save                                                    | 1934                  | Zagreb 45° 47′ 07,2″ N, 15° 57′ 21,7″ E               | Zagreb                | [ 7 ]  |
|  | 14 | Pont de la baie de Morine   | Most Morinje                        | 134    | 321   | Arc Acier, tablier porté                                                                          | Državna cesta D8 Mer Adriatique - Baie de Morinje                   | 1964                  | Brodarica - Žaborić 43° 40′ 22″ N, 15° 55′ 40,1″ E    | Šibenik-Knin          | [ 8 ]  |
|  | 15 | Pont de Kamačnik            | Most Kamačnik                       | 125    | 237   | Poutre-caisson Béton précontraint 70+125+23                                                       | Autocesta A6 Route européenne 65 Kamačnik                           | 2003                  | Vrbovsko 45° 21′ 31,8″ N, 15° 03′ 56,5″ E             | Primorje-Gorski Kotar | [ 9 ]  |
|  | 16 | Pont Domovinski             | Domovinski most                     | 120    | 840   | Extradossé Tablier caisson béton, pylônes béton 2x60+72+120+72+2x60                               | Radnička cesta Save                                                 | 2006                  | Zagreb 45° 46′ 13,8″ N, 16° 04′ 11,8″ E               | Zagreb                |        |
|  | 17 | Pont de Jasenovac           | Obnova mosta preko Save u Jasenovcu | 120    | 235   | Poutre-caisson Acier 60+120+55                                                                    | Državna cesta D47 Save                                              | 2005                  | Jasenovac 45° 16′ 07,9″ N, 16° 54′ 55,1″ E            | Sisak-Moslavina       | [ 5 ]  |
|  | 18 | Pont de Skradin             | Most Skradin                        | 110    |       | Arc Acier, tablier porté                                                                          | Državna cesta D56 Krka                                              | 1955                  | Skradin 43° 49′ 06,9″ N, 15° 56′ 05″ E                | Šibenik-Knin          | ,      |
|  | 19 | Pont de la Liberté (Zagreb) | Most slobode                        | 100    | 805   | Arc Béton, tablier porté                                                                          | Avenija Većeslava Holjevca Save                                     | 1959                  | Zagreb 45° 47′ 21,9″ N, 15° 58′ 46,6″ E               | Zagreb                | [ 11 ] |
|  | 20 | Viaduc de Drežnik           | Vijadukt Drežnik                    | 70     | 2485  | Poutres Béton précontraint                                                                        | Autocesta A1 Route européenne 65 Route européenne 71 Kupa           | 2001                  | Karlovac 45° 30′ 37,1″ N, 15° 31′ 29,9″ E             | Karlovac              |        |
|  | 21 | Pont de Mirna               | Most Mirna                          | 70     | 1378  | Mixte acier/béton Bipoutre 51+15x66+70+50+2x61                                                    | Autocesta A9 Route européenne 751 Mirna                             | 2005                  | Novigrad 45° 19′ 45,6″ N, 13° 37′ 37,2″ E             | Istrie                |        |